# Sylvain Freymond
Pour les articles homonymes, voir Freymond.
Sylvain Freymond, né le 29 mars 1984 à Montricher (originaire du même lieu), est une personnalité politique suisse, membre de l'Union démocratique du centre (UDC).
Il est député du canton de Vaud au Conseil national depuis octobre 2023.

## Biographie
Sylvain Freymond naît le 29 mars 1984 à Montricher, dans le canton de Vaud. Il est originaire du même lieu et grandit dans le village.
Il est éleveur de vaches laitières à Montricher, sur une exploitation de 14 hectares de plantes fourragères reprise de son grand-père.
Il préside en 2005 le Giron des jeunesses du pied du Jura, organisé à Montricher, puis devient le président du comité régional du giron. En 2013, il est l'un des organisateurs de la Cantonale de la Fédération vaudoise des jeunesses campagnardes, organisée à Colombier.
À l'Armée, il a le grade de soldat . Il est marié depuis 2014 et père de deux enfants.

## Parcours politique
Sylvain Freymond est membre du Conseil général (législatif) de Montricher. Il préside le conseil en 2021.
Il crée la surprise en 2017 en décrochant un troisième siège au Grand Conseil du canton de Vaud pour son parti dans le district de Morges. Il est candidat en 2019 au Conseil national, sur la liste des Jeunes UDC ; il n'est pas élu, mais obtient un très bon score,. En 2021, il est candidat à la Municipalité de Montricher, mais n'est pas élu. Il accueille la même année le congrès national de l'UDC dans sa ferme.
Il crée à nouveau la surprise en octobre 2023 en étant élu au Conseil national, où il siège au sein de la Commission de la science, de l'éducation et de la culture (CSEC). Il démissionne de son mandat au Grand Conseil vaudois pour le début de la session d'hiver 2023,.